# Zygmunt Albík z Uničova

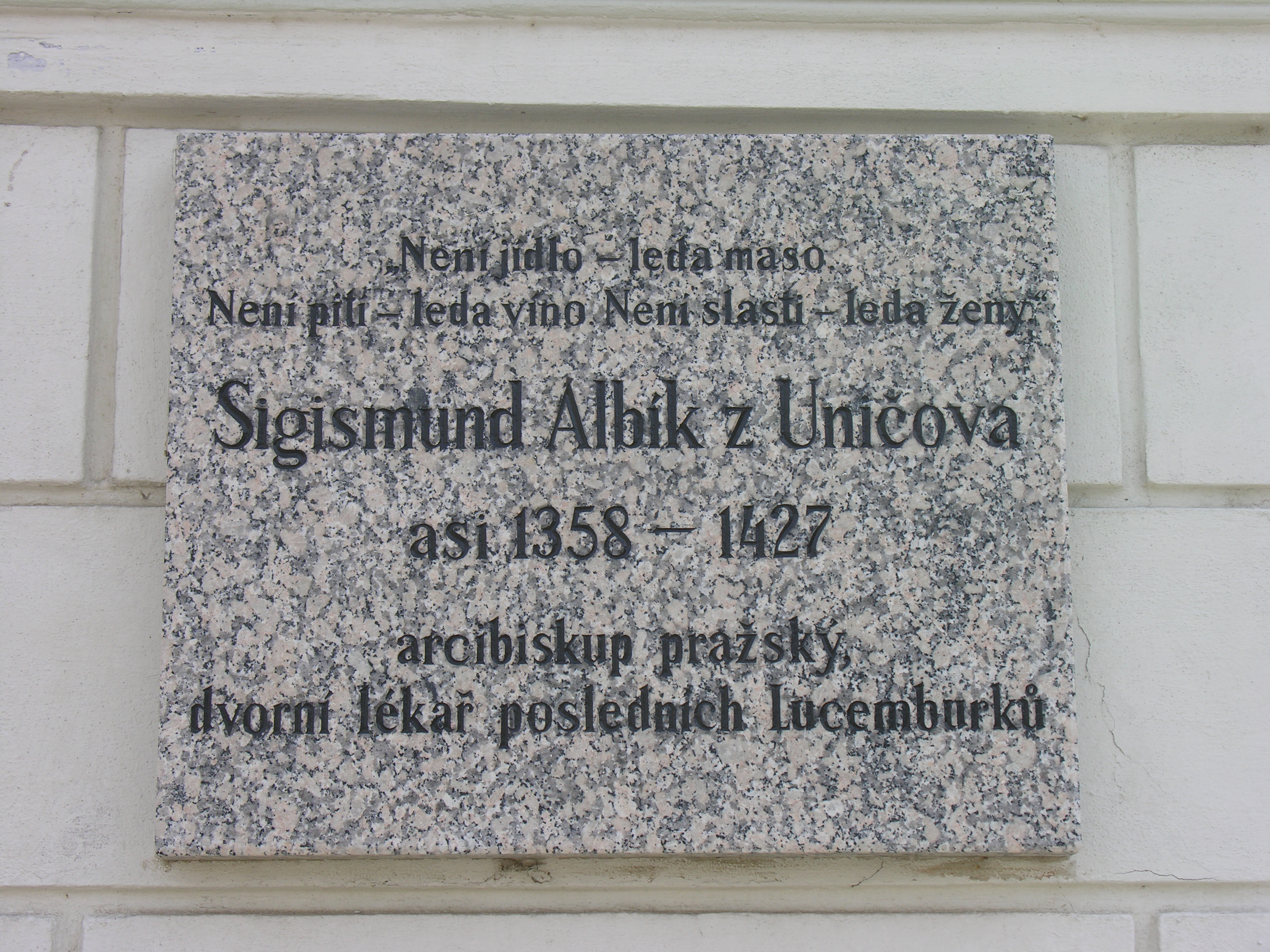
Tablica pamiątkowa w Uničovie

Zygmunt Albík z Uničova (ur. 1358 w Uničovie, zm. 27 lipca 1427 w Budzie) – czeski lekarz, duchowny katolicki, arcybiskup metropolita praski w latach 1412–1413.

## Życiorys
Studiował sztuki wyzwolone na Uniwersytecie w Pradze, gdzie uzyskał kolejno tytuły: bakałarza (1382 r.), licencjata i magistra (dwa ostatnie 1385 r.). W 1387 r. w Pradze rozpoczął studia prawnicze zakończone dwa lata później uzyskaniem tytułu bakałarza dekretów. W późniejszym okresie musiał studiować medycynę ponieważ ok. 1399 r. jest wzmiankowany jako doktor medycyny. Już wcześniej, ok. 1396 r., został osobistym lekarzem króla Wacława IV, który ok. 1400 r. nobilitował Zygmunta Albíka. Po dalszych studiach uzyskał licencjat dekretów i w 1404 r. został najwyższym lekarzem nadwornym. W czasie leczenia kładł nacisk na higienę i odpowiednią dietę. Swoje poglądy zawarł w książce „Regimen pro conservatione sanitatis”. W 1398 r. udało mu się wyleczyć ciężko chorego króla.
Po śmierci arcybiskupa Zbyňka Zajíce z Hasenburka kapituła praska pod wpływem Wacława IV wybrała go 29 października 1411 r. na arcybiskupa. Pod wpływem dworu królewskiego nie podjął żadnych działań przeciw Janowi Husowi. We wrześniu 1412 r. papież Jan XXIII rzucił klątwę na Husa i obłożył Pragę interdyktem. W tej sytuacji Zygmunt Albík zrezygnował z urzędu i przekazał go Konrádowi z Vechty. Decyzję tę zatwierdził papież i mianował 10 lutego 1413 r. Albíka biskupem tytularnym Cezarei Nadmorskiej. W 1416 r. został także proboszczem wyszehradzkim. Po wybuchu wojen husyckich opuścił Pragę. Mieszkał kolejno w Ołomuńcu, Brnie i dłużej we Wrocławiu. W 1425 r. został wezwany do Budy, gdzie został nadwornym lekarzem Zygmunta Luksemburskiego. Zmarł podczas wyprawy wojennej.